# Shalden
Shalden is een civil parish in het bestuurlijke gebied East Hampshire, in het Engelse graafschap Hampshire.